# Dassault Systèmes
Dassault Systèmes este un editor de software⁠(d) specializat în design 3D, machete digitale 3D și soluții pentru managementul ciclului de viață al produsului (PLM).
Dassault Systèmes, creată în 1981 pentru a computeriza proiectarea aeronavelor, pe baza ideii de „virtualizare a lumii”, și-a extins activitățile în dezvoltarea și comercializarea de software profesional pentru toate domeniile, atât industriale (aeronautică și apărare, inginerie și construcții, energie, utilizatori de bunuri etc.) legate, printre altele, de arhitectură sau biologie.
În 2015, Dassault Systèmes a fost principalul editor francez de software după venituri și al doilea în Europa după SAP din Germania.
Compania, deținută de Dassault Group, are sediul în Vélizy-Villacoublay, în partea de nord a hub-ului tehnologic Paris-Saclay.